# Монастиршчина
Монастиршчина (рус. Монастырщина) насељено је место са административним статусом варошице (рус. посёлок городского типа) на западу европског дела Руске Федерације. Насеље је смештено у централном делу Монастиршчинског рејона чији је уједно административни центар, на западу Смоленске области.
Према процени из 2014. у вароши је живело 3.770 становника.

## Географија
Варошица се налази на обали реке Вихре (део басена Дњепра), на око 50 км југозападно од административног центра области, града Смоленска, и на око 45 км западно од железничке станице Починок на линији Смоленск—Рослављ.

## Историја
Иако не постоји превише података о истрији овог места, зна се да се у писаним изворима први пут помиње 1390. године као феудални посед у границама Велике Литванске кнежевине. Након прве поделе Пољске 1772. постаје делом Руске Империје, са административном припадношћу Могиљовској губернији. Године 1885. у насељу је живело 1.599 становника.
Место је првобитно требало да припадне Белоруској ССР на основу одлуке од 1. јануара 1919, али је већ 16. јануара исте године враћен у границе Руске СФСР.
Садашње име насеља је новијег порекла и вероватно је настало по оближњем манастирксом скиту који се ту налазио све до XVIII века.
Статус варошице градског типа носи од 1965. године.

## Демографија
Према подацима са пописа становништва 2010. у варошици је живело 3.293 становника, док је према проценама за 2014. насеље имало 3.770 становника.
| 1979. | 1989. | 2002. | 2010. | 2014. |
| ----- | ----- | ----- | ----- | ----- |
| ---   | ---   | ---   | 3.293 | 3.770 |